# (1331) Solvejg
(1331) Solvejg es un asteroide perteneciente al cinturón de asteroides descubierto el 25 de agosto de 1933 por Grigori Nikoláievich Neúimin desde el observatorio de Simeiz en Crimea.
Está nombrado por Solvejg, personaje del drama Peer Gynt del escritor noruego Henrik Ibsen.